# 拂子茅属
拂子茅属（学名：Calamagrostis）是禾本科下的一个属，为多年生、粗壮草本植物。该属共有约20种，分布于温带地区。